# Méhana
Méhana (andere Schreibweisen: Maihana, Mehana, Méhanna, Mehanna) ist eine Landgemeinde im Departement Téra in Niger.

## Geographie
Méhana befindet sich in der Sahelzone und liegt am rechten Ufer des Flusses Niger nordwestlich der Regionalhauptstadt Tillabéri. Die Nachbargemeinden Méhanas sind Dessa und Sinder im Osten sowie Kokorou im Norden, Süden und Westen. Bei den Siedlungen im Gemeindegebiet handelt es sich um 24 Dörfer, 66 Weiler und ein Lager. Der Hauptort der Landgemeinde ist das Dorf Méhana.

## Geschichte
Das Gebiet von Méhana gelangte 1899 als Teil des neu geschaffenen Kreises Sinder unter französische Militärverwaltung. Im Jahr 1905 wurde der Ort dem neuen Militärterritorium Niger angeschlossen. Méhana wurde 2002 im Zuge einer landesweiten Verwaltungsreform als eigenständige Landgemeinde aus dem Kanton Kokorou herausgelöst. Bei Terrorangriffen im August 2024 wurden in den in der Gemeinde gelegenen Siedlungen Amara, Bandabaré, Gangania, Mamassey, Tchébi Béro und Tchébi Keyna 14 Zivilisten getötet.

## Bevölkerung
Bei der Volkszählung 2012 hatte die Landgemeinde 40.593 Einwohner, die in 5141 Haushalten lebten. Bei der Volkszählung 2001 betrug die Einwohnerzahl 20.884 in 3135 Haushalten.
Im Hauptort lebten bei der Volkszählung 2012 5703 Einwohner in 816 Haushalten, bei der Volkszählung 2001 4183 in 627 Haushalten und bei der Volkszählung 1988 6387 in 889 Haushalten.
Méhana zählt zu den Hauptsiedlungsgebieten der Songhai in Niger, neben der Stadt Tillabéri und dem Dorf Wanzerbé im Gemeindegebiet von Gorouol. Außerdem ist die Gemeinde in ethnischer Hinsicht ein Siedlungsgebiet von Kurtey, Tuareg und Zarma.

## Politik
Der Gemeinderat (conseil municipal) hat 14 gewählte Mitglieder. Mit den Kommunalwahlen 2020 sind die Sitze im Gemeinderat wie folgt verteilt: 5 AMEN-AMIN, 5 PNDS-Tarayya, 3 MNSD-Nassara und 1 RPP-Farilla.
Jeweils ein traditioneller Ortsvorsteher (chef traditionnel) steht an der Spitze von 18 Dörfern in der Gemeinde, darunter dem Hauptort.

## Kultur und Sehenswürdigkeiten
In der Mitte des Hauptorts steht eine gut erhaltene Freitagsmoschee, eine Hof-Moschee. Sie wurde 1958 unter einem Imam aus Timbuktu errichtet und hatte keinen Vorgängerbau. Die Gesamtanlage weist eine Fläche von 1200 Quadratmetern auf. 720 Quadratmeter entfallen allein auf den Innenhof, weitere 336 auf das Betraumgebäude. Auf der Westseite des Innenhofes steht ein Nebengebäude, in dem die Madrasa, eingerahmt von zwei Niembaumreihen, untergebracht ist. Die Hofmauer ist schmucklos und ungegliedert. Zugänge befinden sich an der Nord- und Südseite. Das Betraumgebäude ist als Queranlage errichtet und beherbergt einen exzentrisch ausgerichteten, quaderförmigen Mihrāb-Vorbau. Der Innenraum ist in sechs Traversalschiffe gegliedert. Die Zugänge sind pilzbogenförmig, bei einer Durchgangshöhe von zwei Metern. Neben dem Mihrāb ist an der Qibla-Wand ein Minbar errichtet.

## Wirtschaft und Infrastruktur
In Méhana befindet sich ein bedeutender Markt, den die Kolonialmacht Frankreich in den 1930er Jahren anlegte. Der Markttag ist Mittwoch. Das staatliche Versorgungszentrum für landwirtschaftliche Betriebsmittel und Materialien (CAIMA) unterhält eine Verkaufsstelle im Hauptort. Die Gemeinde liegt in einer Zone, in der Regenfeldbau betrieben wird. Im Hauptort gibt es eine Niederschlagsmessstation.
Gesundheitszentren des Typs Centre de Santé Intégré (CSI) sind im Hauptort sowie in den Siedlungen Loudji, Mamassey und Tessa vorhanden. Der CEG Méhana ist eine allgemein bildende Schule der Sekundarstufe des Typs Collège d’Enseignement Général (CEG). Beim Centre de Formation aux Métiers de Méhana (CFM Méhana) handelt es sich um ein Berufsausbildungszentrum.
Durch die Gemeinde, unter anderem durch den Hauptort, verläuft die 143,9 Kilometer lange Nationalstraße 39 zwischen Gothèye und Fonéko Tédjo. Im Hauptort zweigt die 49 Kilometer lange Route 645 nach Bankilaré von der Nationalstraße 39 ab.

## Persönlichkeiten
- Abdallah Boureima (* 1954), Manager und Politiker
- Hamani Saliah (1964–2008), Offizier